# Сульфид рутения(IV)
Сульфид рутения(IV) — неорганическое соединение, 
соль металла рутения и сероводородной кислоты с формулой RuS2,
серо-чёрные кристаллы,
не растворимые в воде.

## Получение
- В природе встречается минерал лаурит — RuS2 с примесями осмия, родия, иридия и железа.

- Нагревание смеси порошкообразных серы и  рутения в инертной атмосфере:

{\displaystyle {\mathsf {Ru+2S\ {\xrightarrow {T}}\ RuS_{2}}}}
- Пропускание сероводорода через раствор соли рутения(IV):

{\displaystyle {\mathsf {RuCl_{4}+2H_{2}S\ {\xrightarrow {T}}\ RuS_{2}\downarrow +4HCl}}}

## Физические свойства
Сульфид рутения(IV) образует серо-чёрные кристаллы 
кубической сингонии,
пространственная группа P a3,
параметры ячейки a = 0,560 нм, Z = 4.
Не растворяется в воде.

## Химические свойства
- Разлагается при нагревании:

{\displaystyle {\mathsf {RuS_{2}\ {\xrightarrow {1185^{o}C}}\ Ru+2S}}}